# Nodaria melaleuca
Nodaria melaleuca är en fjärilsart som beskrevs av George Francis Hampson 1902. Nodaria melaleuca ingår i släktet Nodaria och familjen nattflyn. Inga underarter finns listade i Catalogue of Life.